# Андрени
А́ндрени (латыш. Andrēni; устар. Андренъ) — это населенный пункт (латыш. skrajciems) в Тауренской волости Вецпиебалгского края. Расположен на юге волости в 5,7 км от волостного центра Таурене, в 10,8 км от краевого центра Вецпиебалги и 119,4 км от Риги.
Населенный пункт расположен недалеко от автомагистрали P30 (Цесис—Вецпиебалга—Мадона), на правом берегу реки Гауя.